# J.R. Holder
Jairus Holder, detto J.R. (Atlanta, 24 agosto 1994), è un cestista statunitense.

## Palmarès
- British Basketball League: 2

Leicester Riders: 2017-18, 2018-19